# 蒋尊玉
蒋尊玉（1957年6月—），男，江苏丰县人，中华人民共和国政治人物。毕业于中国人民解放军西安政治学校哲学专业，在职研究生学历，中国共产党党员（至2015年4月7日）。
曾担任中共深圳市委常委、市政法委书记。2014年10月13日下午，因涉嫌严重违纪问题被中共广东省纪律检查委员会带走调查。 2015年3月，经广东省人民检察院指定管辖，广州市人民检察院决定，依法对蒋尊玉涉嫌受贿犯罪立案侦查并采取强制措施。据媒体报道，其家族插手深圳大运会所有工程，为家人先后买入了42套住房，存款和投资股票银行资金有两亿多元。2015年4月7日被开除党籍，2017年8月28日被判处无期徒刑。

## 生平
1957年，蒋尊玉出生在江苏省丰县。
1976年2月，参加工作。1978年7月，加入中国共产党。1976年到1983年，他一直在基建工程兵部队工作。
1983年到1989年，在深圳市机电设备安装公司工作。
1989年到1992年，在深圳机场建设领导小组办公室工作。
1992年到2001年，在深圳市规划国土局房地产市场处工作。
2001年到2009年，蒋尊玉进入深圳市人民政府。2009年到2013年，蒋尊玉在深圳市龙岗区工作，曾担任区委书记、区人大常委会主任、党组书记、区人大常委会主任。2010年5月，担任中共深圳市委常委，兼任龙岗区委书记。2013年1月，担任市政法委书记。
2014年10月13日下午，蒋尊玉被广东省纪委带走调查。2014年10月24日，广东省纪委监察厅网站宣布蒋尊玉因涉嫌严重违纪问题接受调查。2015年4月7日，蒋尊玉因违反廉洁自律规定，收受礼金、参与赌博、与他人通奸、未如实向组织报告个人有关事项、在工程项目等方面为他人谋取利益、收受巨额贿赂，已被广东省纪委开除党籍并开除公职。
2017年8月28日，广州中院对蒋尊玉受贿案公开宣判，以受贿罪判处蒋尊玉无期徒刑，剥夺政治权利终身，并处没收个人全部财产；受贿所得财物予以没收、上缴国库。但蒋尊玉不服判决结果，当即口头提出上诉。2019年6月21日，广东省高院裁定驳回蒋尊玉的上诉，维持一审判决。

## 家庭
- 妻子：李艳
- 女儿：蒋丹丹，2016年5月31日被指控犯受贿罪在广州市中院受审。